# Каліново (Пултуський повіт)
Каліново (пол. Kalinowo) — село в Польщі, у гміні Обрите Пултуського повіту Мазовецького воєводства.
Населення — 79 осіб (2011).
У 1975-1998 роках село належало до Остроленцького воєводства.

## Демографія
Демографічна структура станом на 31 березня 2011 року:
|          | Загалом | Допрацездатний вік | Працездатний вік | Постпрацездатний вік |
| -------- | ------- | ------------------ | ---------------- | -------------------- |
| Чоловіки | 47      | 10                 | 33               | 4                    |
| Жінки    | 32      | 4                  | 19               | 9                    |
| Разом    | 79      | 14                 | 52               | 13                   |